# Гаркорт (Айова)
Гаркорт (англ. Harcourt) — місто (англ. city) в США, в окрузі Вебстер штату Айова. Населення — 264 особи (2020).

## Географія
Гаркорт розташований за координатами 42°15′38″ пн. ш. 94°10′28″ зх. д. / 42.26056° пн. ш. 94.17444° зх. д. (42.260562, -94.174529).  За даними Бюро перепису населення США в 2010 році місто мало площу 2,60 км², уся площа — суходіл.

## Демографія
Згідно з переписом 2010 року, у місті мешкали 303 особи в 131 домогосподарстві у складі 85 родин. Густота населення становила 116 осіб/км².  Було 146 помешкань (56/км²).
Расовий склад населення:
| - 98,0 % — білих - 0,3 % — корінних американців - 0,3 % — чорних або афроамериканців - 0,3 % — азіатів |

До двох чи більше рас належало 1,0 %. Частка іспаномовних становила 1,3 % від усіх жителів.
За віковим діапазоном населення розподілялося таким чином: 23,4 % — особи молодші 18 років, 60,4 % — особи у віці 18—64 років, 16,2 % — особи у віці 65 років та старші. Медіана віку мешканця становила 39,6 року. На 100 осіб жіночої статі у місті припадало 107,5 чоловіків;  на 100 жінок у віці від 18 років та старших — 105,3 чоловіків також старших 18 років.
Середній дохід на одне домашнє господарство  становив 60 222 долари США (медіана — 48 750), а середній дохід на одну сім'ю — 71 246 доларів (медіана — 62 500). За межею бідності перебувало 11,0 % осіб, у тому числі 3,8 % дітей у віці до 18 років та 2,4 % осіб у віці 65 років та старших.
Цивільне працевлаштоване населення становило 134 особи. Основні галузі зайнятості: освіта, охорона здоров'я та соціальна допомога — 20,9 %, роздрібна торгівля — 11,9 %, виробництво — 11,2 %.